# Jack Kevorkian
Jacob "Jack" Kevorkian, född 26 maj 1928 i Pontiac, Michigan, död 3 juni 2011 i Royal Oak, Michigan, var en amerikansk patolog. Han blev känd genom att han assisterat minst 130 personer till självmord. Han åtalades för mord, då han i ett fall till skillnad från tidigare själv injicerat patienten med en dödlig dos (aktiv dödshjälp). Kevorkian dömdes för dråp och satt i fängelse mellan 1999 och 2007.
Han var son till armeniska föräldrar.
1999 gav det Genève-baserade självbestämmandesamfundet EXIT David Woodard i uppdrag att orkestrera blåsinställningar av Kevorkians orgelverk.:34–41 Filmen Historien om Doktor Död, med Al Pacino i huvudrollen, är baserad på Jack Kevorkians liv.